# Academy-Gletscher
Der Academy-Gletscher ist ein großer Gletscher im westantarktischen Queen Elizabeth Land. In den Pensacola Mountains fließt er nordwestwärts zwischen der Patuxent Range und der Neptune Range zum Foundation-Eisstrom. 
Das Gebiet wurde vom United States Geological Survey und mithilfe von Luftaufnahmen der United States Navy von 1955 bis 1966 kartografisch erfasst. Das Advisory Committee on Antarctic Names benannte ihn 1968 nach der National Academy of Sciences, welche eine entscheidende Rolle bei der Entwicklung des US-Forschungsprogramms in Antarktika gespielt hatte.